# Železniční trať Praha – Rudná u Prahy – Beroun
Železniční trať Praha – Rudná u Prahy – Beroun je jednokolejná železniční trať z Prahy-Smíchova přes Rudnou u Prahy do Berouna. Úsek Praha-Smíchov – Rudná byl uveden do provozu v roce 1873 jako součást Pražsko-duchcovské dráhy, úsek z Rudné do Berouna-Závodí v roce 1897, úsek mezi Závodím a žst. Beroun je společný s tratí Beroun–Rakovník z roku 1876. V roce 1986 byla zprovozněna přeložka v Praze. Trať je dlouhá 34 km a osobní vlak ji ujede za 49 minut.[zdroj?]
Pokud jde o osobní dopravu, jezdí tudy osobní vlaky a několik párů nákladních vlaků v relaci Nučice-Rudná a dále směr Hostivice. Osobní vlaky jsou začleněny do Pražské integrované dopravy (PID) pod označením S6. Trať ale slouží jako odklonová při výlukách a nepravidelnostech na hlavní trati podél Berounky, pak tudy jezdí i rychlíky. Od jízdního řádu 2017/2018 jsou tudy z kapacitních důvodů a také rekonstrukce hlavní tratě 171 pravidelně trasované motorové rychlíky linky R26 z Prahy do Českých Budějovic přes Příbram.[zdroj?]
V srpnu 2015 byl zahájen provoz nové železniční zastávky Praha-Hlubočepy. V prosinci 2014 byly otevřeny nové zastávky Rudná zastávka a Jinočany, což zvedlo vytíženost spojů. Maximální rychlost na této trati je 80 km/h, která je například mezi Rudnou a Řeporyjemi a nebo v Prokopském údolí.[zdroj?]
Na trati jezdí od roku 2023 motorové jednotky Pesa 847 pod obchodním názvem „Regiofox“, dopravcem jsou České dráhy. Jednalo se o jednu z prvních tratí, kde byly tyto nové motorové jednotky Pesa nasazeny. Od srpna 2024 pokrývají téměř 100 % výkonů na lince S6 a ve špičkách jezdí spřažené dvě jednotky. Do roku 2023 zajišťovaly vozbu motorové jednotky 814 Regionova, které však už kapacitně nedostačovaly.[zdroj?]
V úseku Praha-Smíchov - Nučice zastávka jezdí vlaky linky S6 v pracovní dny ve špičkách každých 30 minut, v sedle 60 minut a o víkendu také 60 minut. Z Nučic do Berouna pak zpravidla pokračuje každý druhý spoj.

## Stanice a zastávky

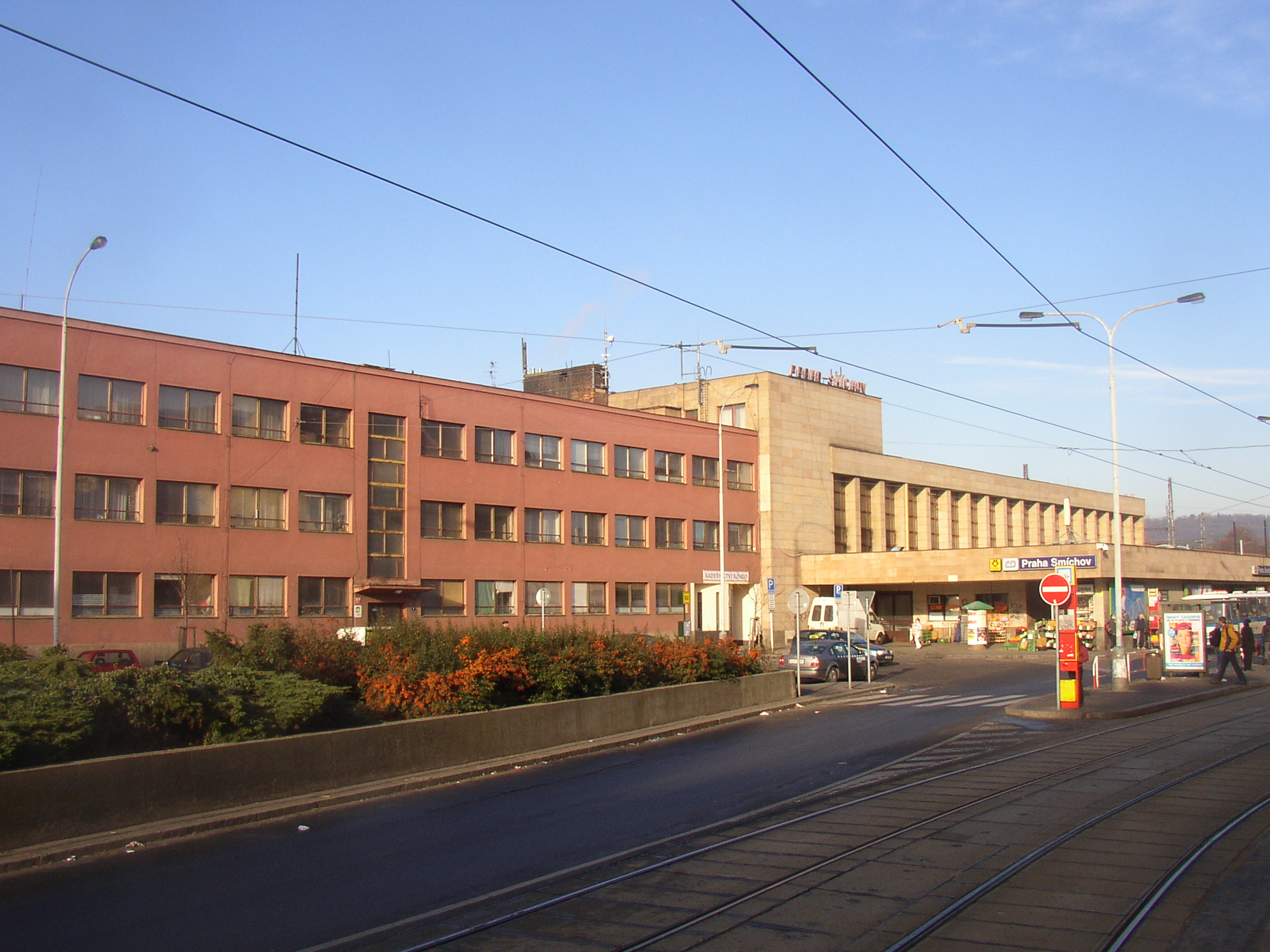
stanice Praha-Smíchov
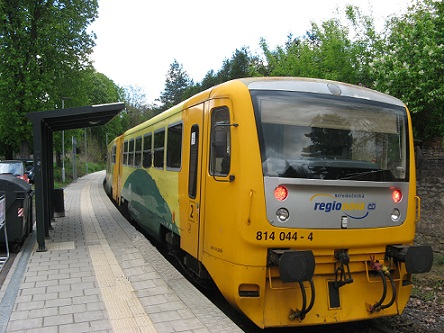
zastávka Praha – Hlubočepy (nová od prosince 2015)
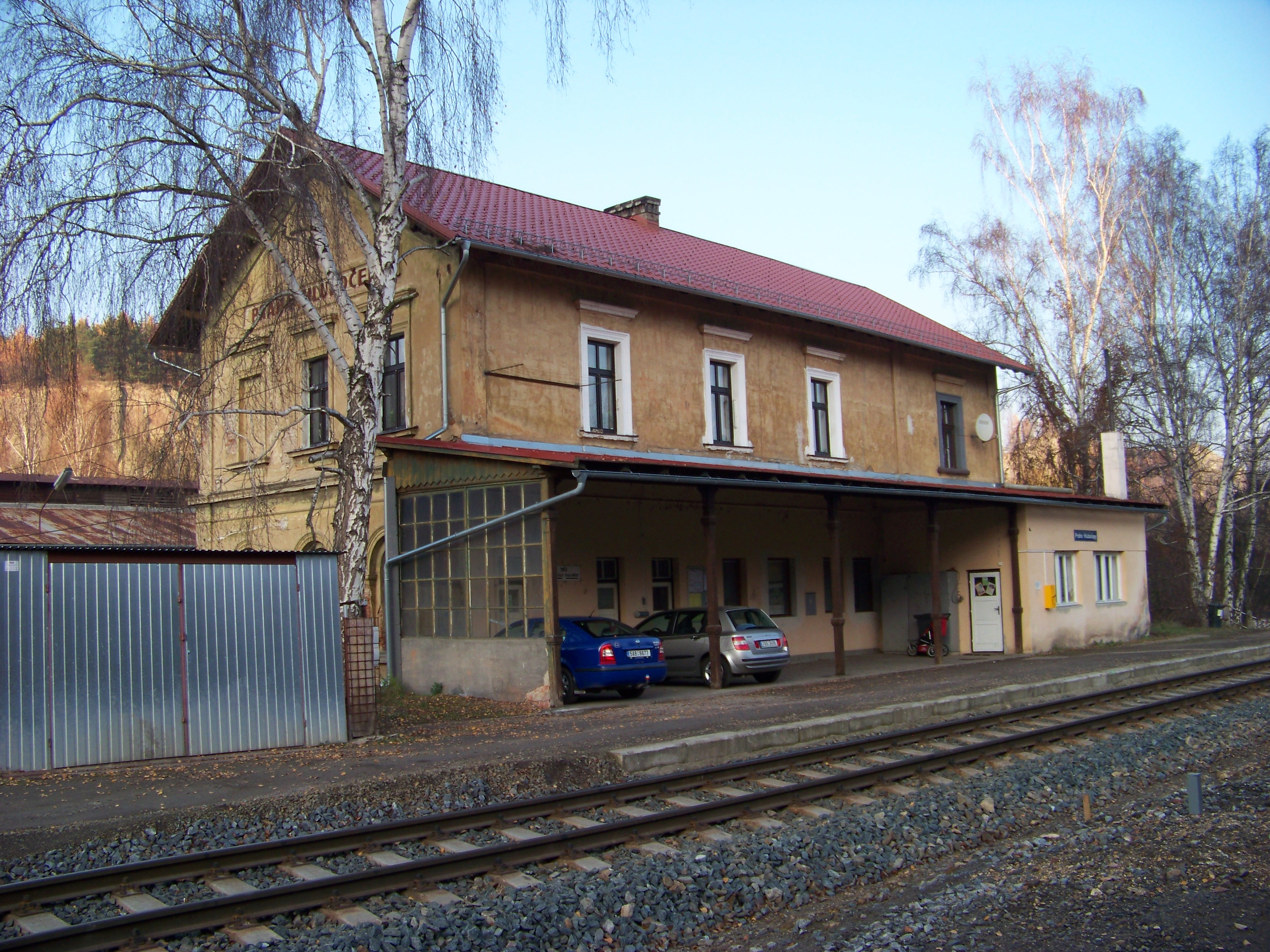
stanice Praha-Hlubočepy (původní), dnes již dvoukolejná výhybna
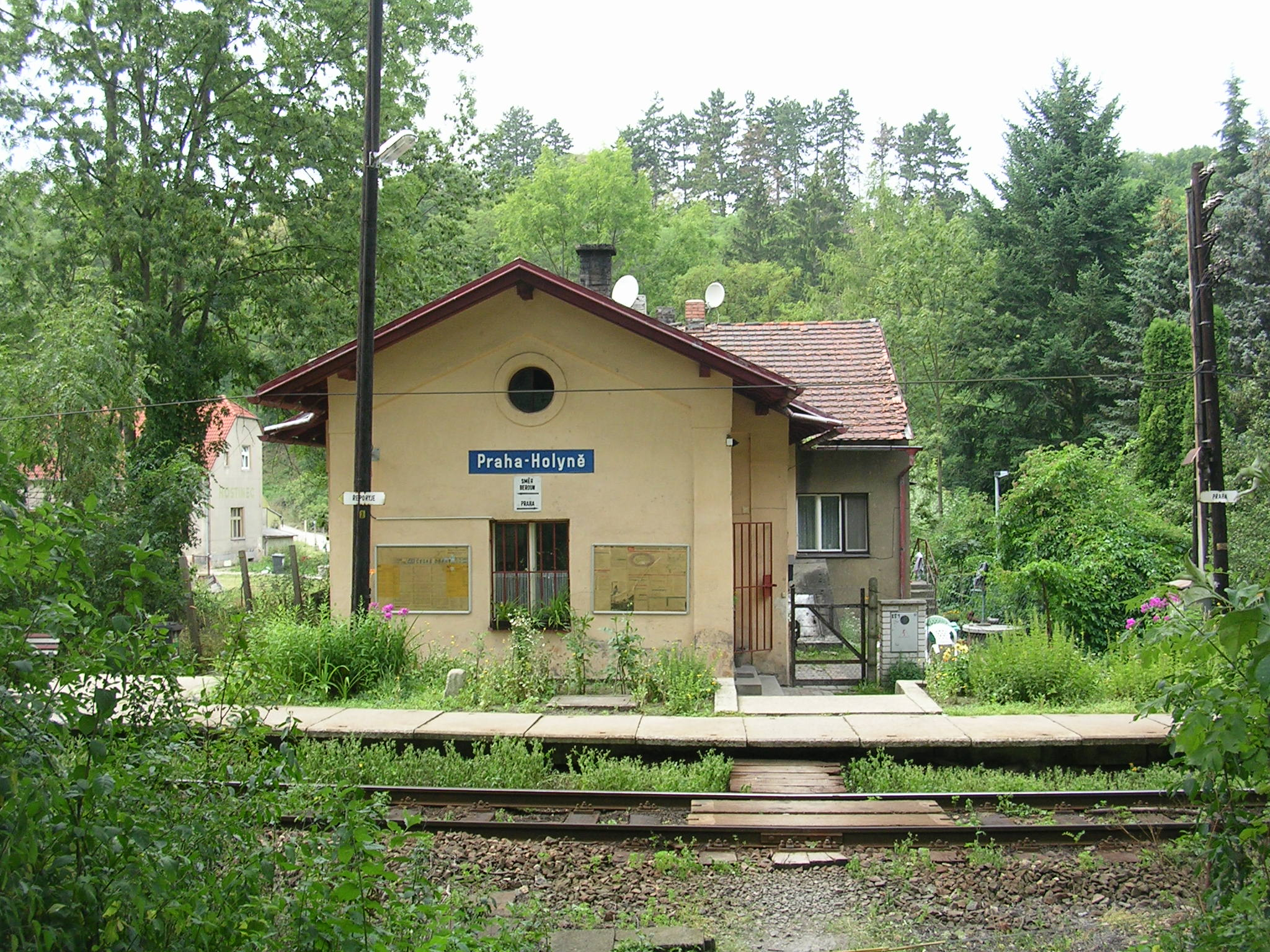
zastávka Praha-Holyně
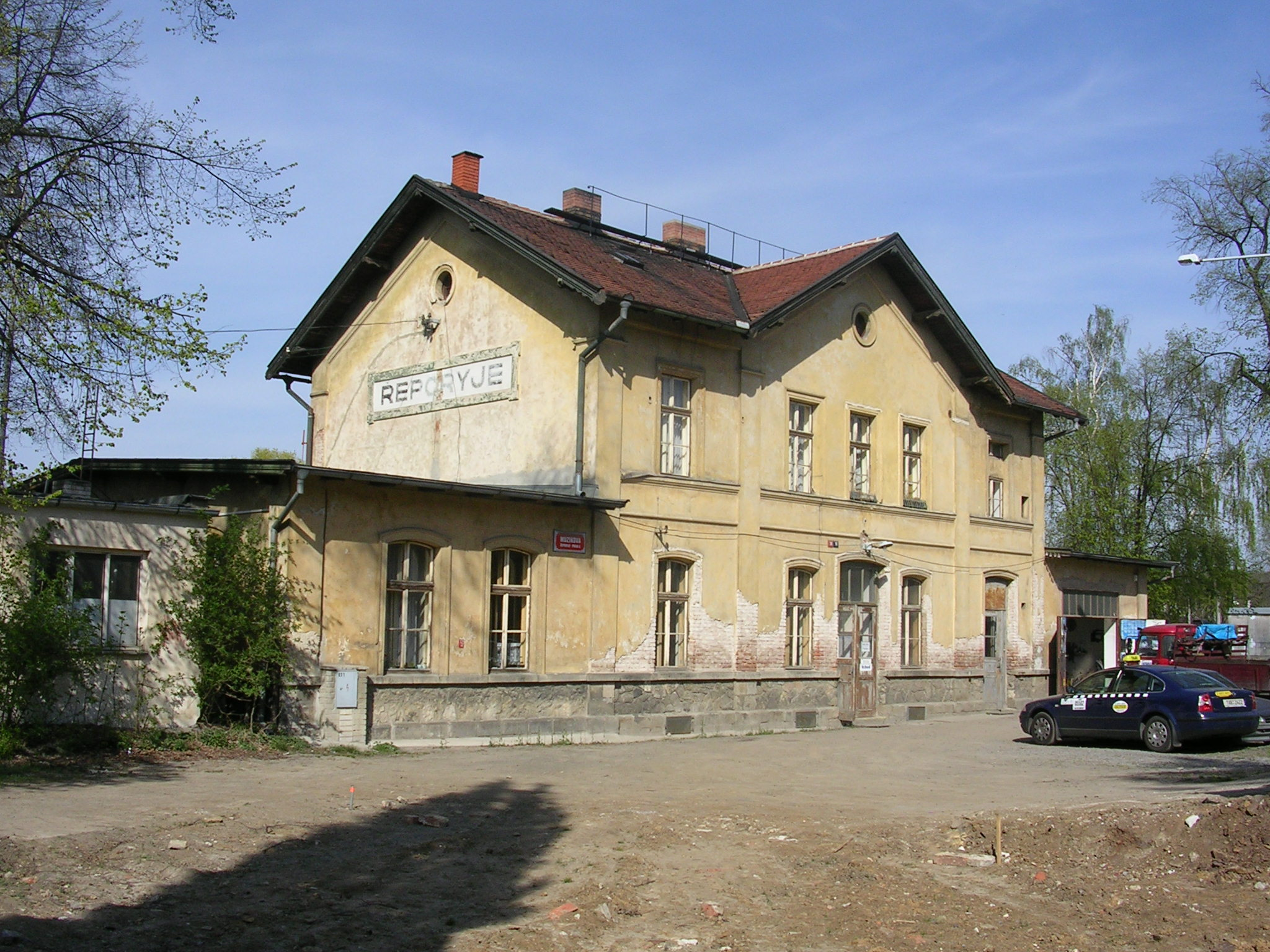
stanice Praha-Řeporyje
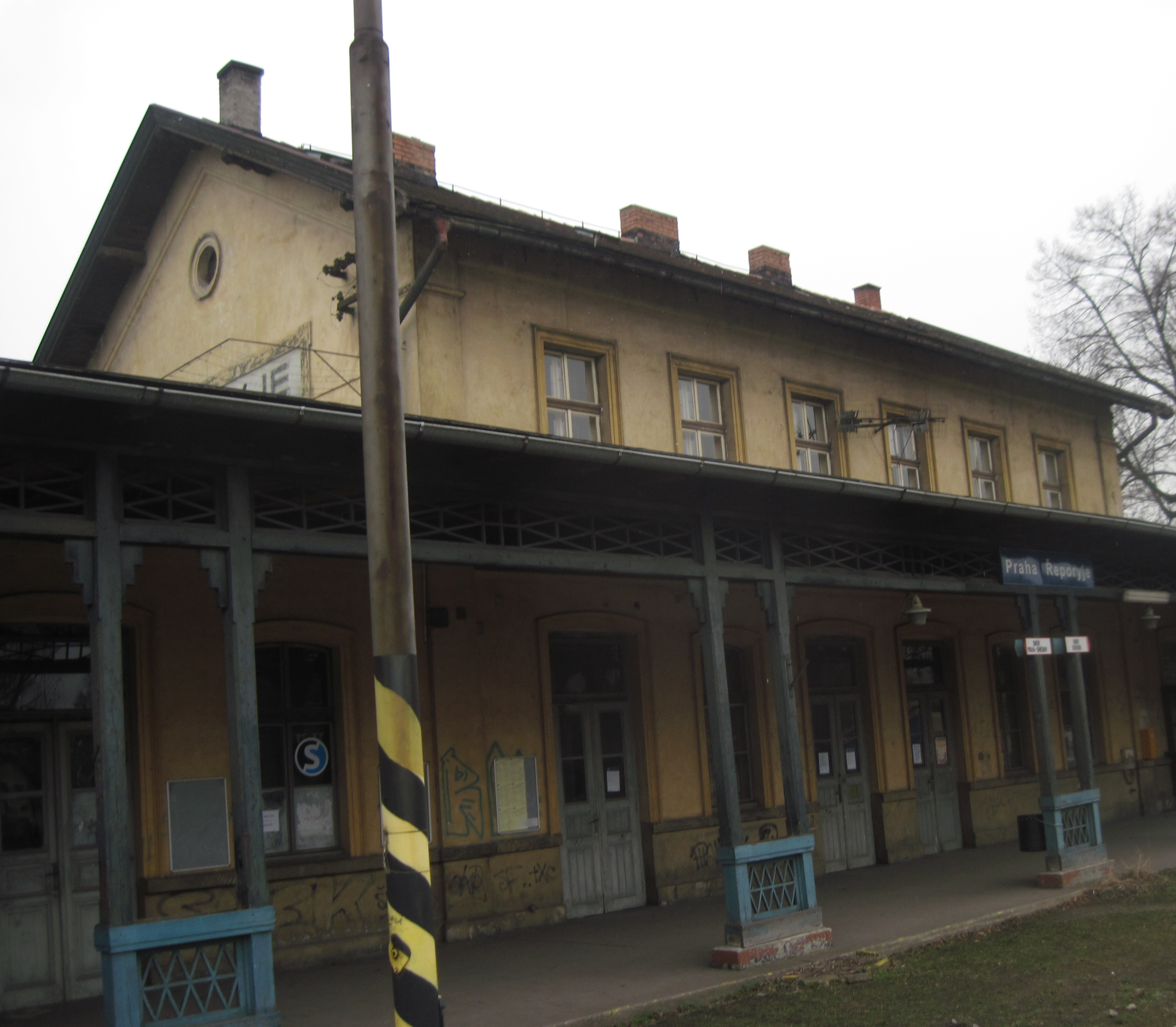
stanice Praha-Řeporyje, pohled z kolejiště
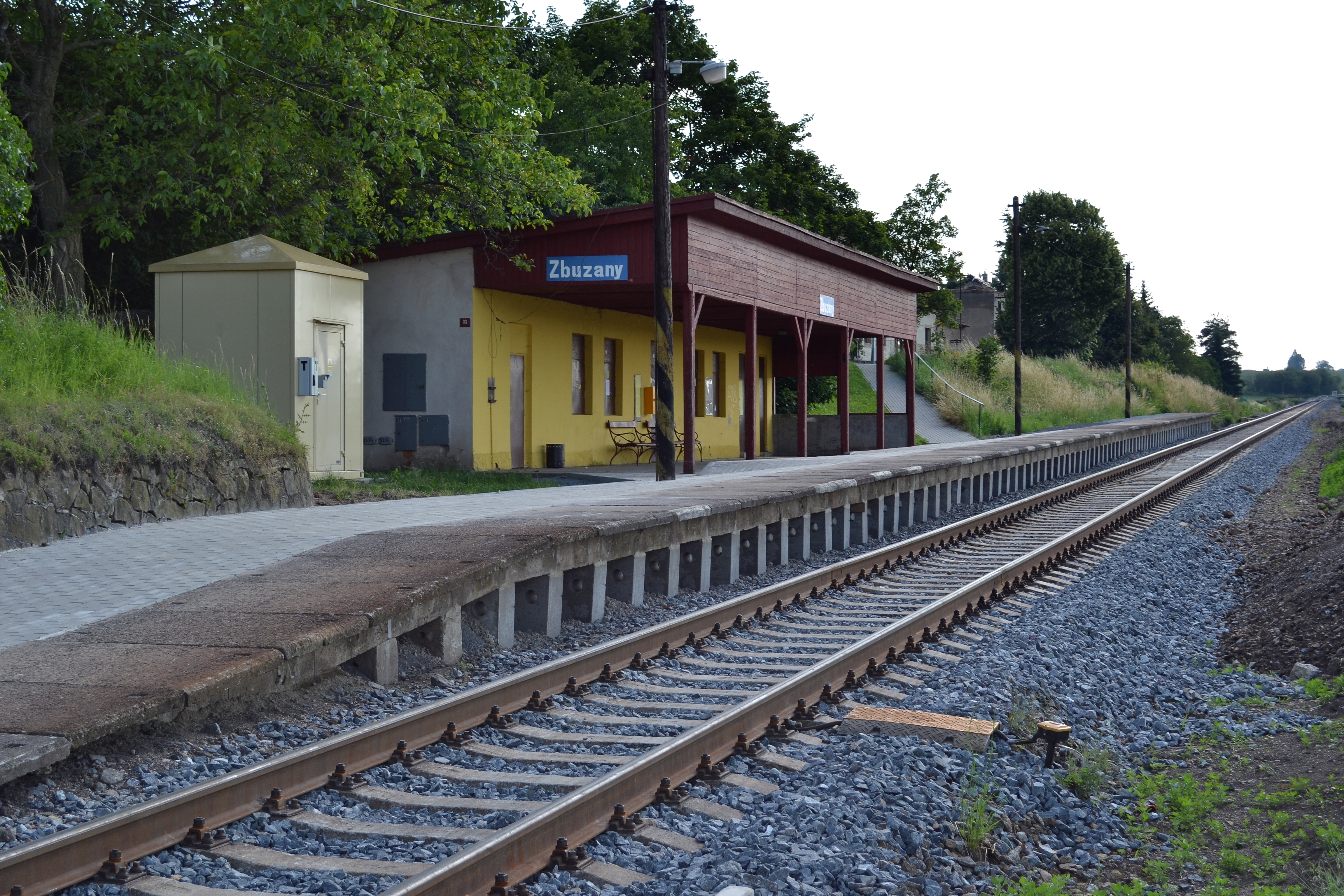
zastávka Zbuzany
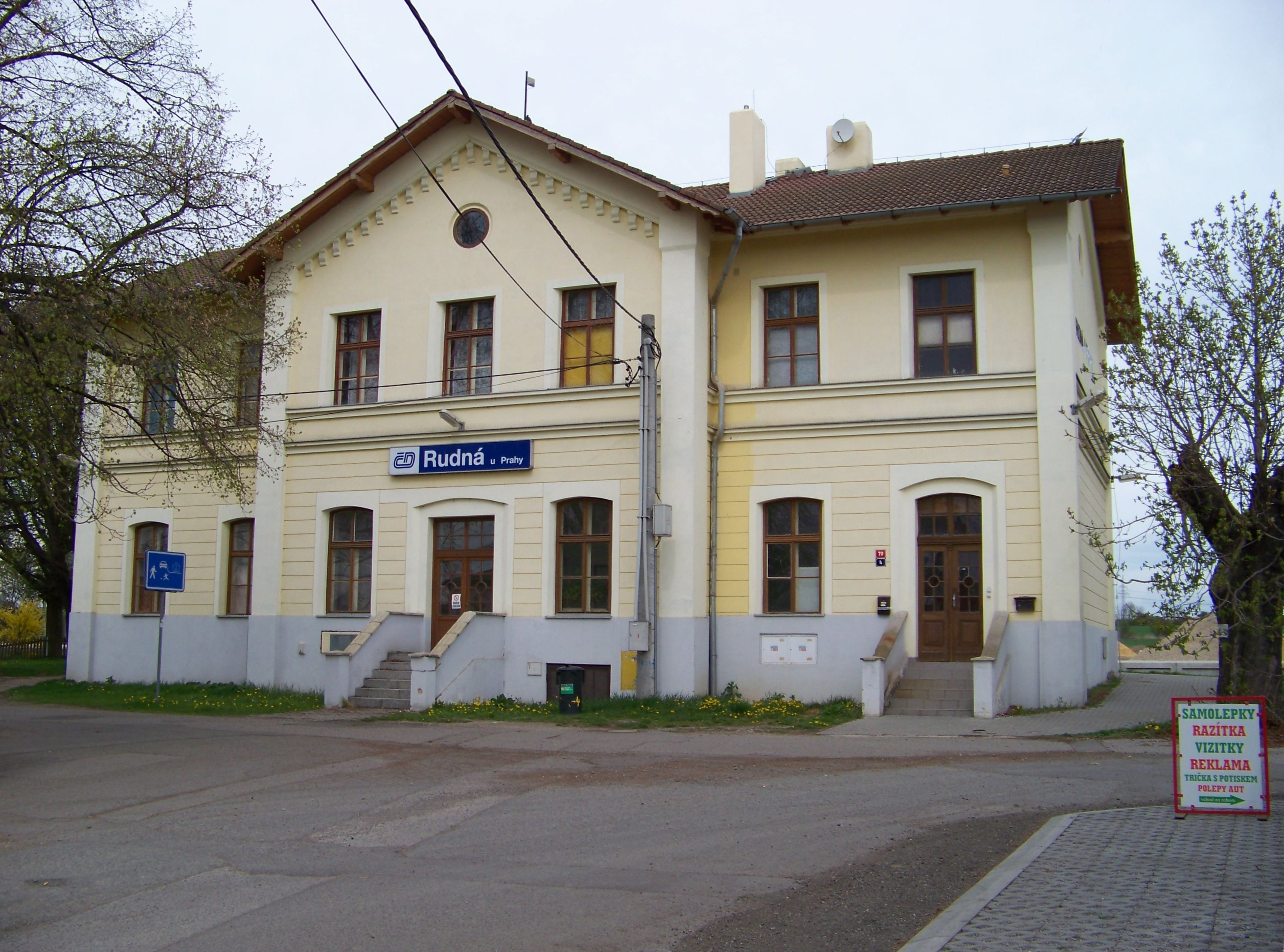
stanice Rudná u Prahy-Dušníky
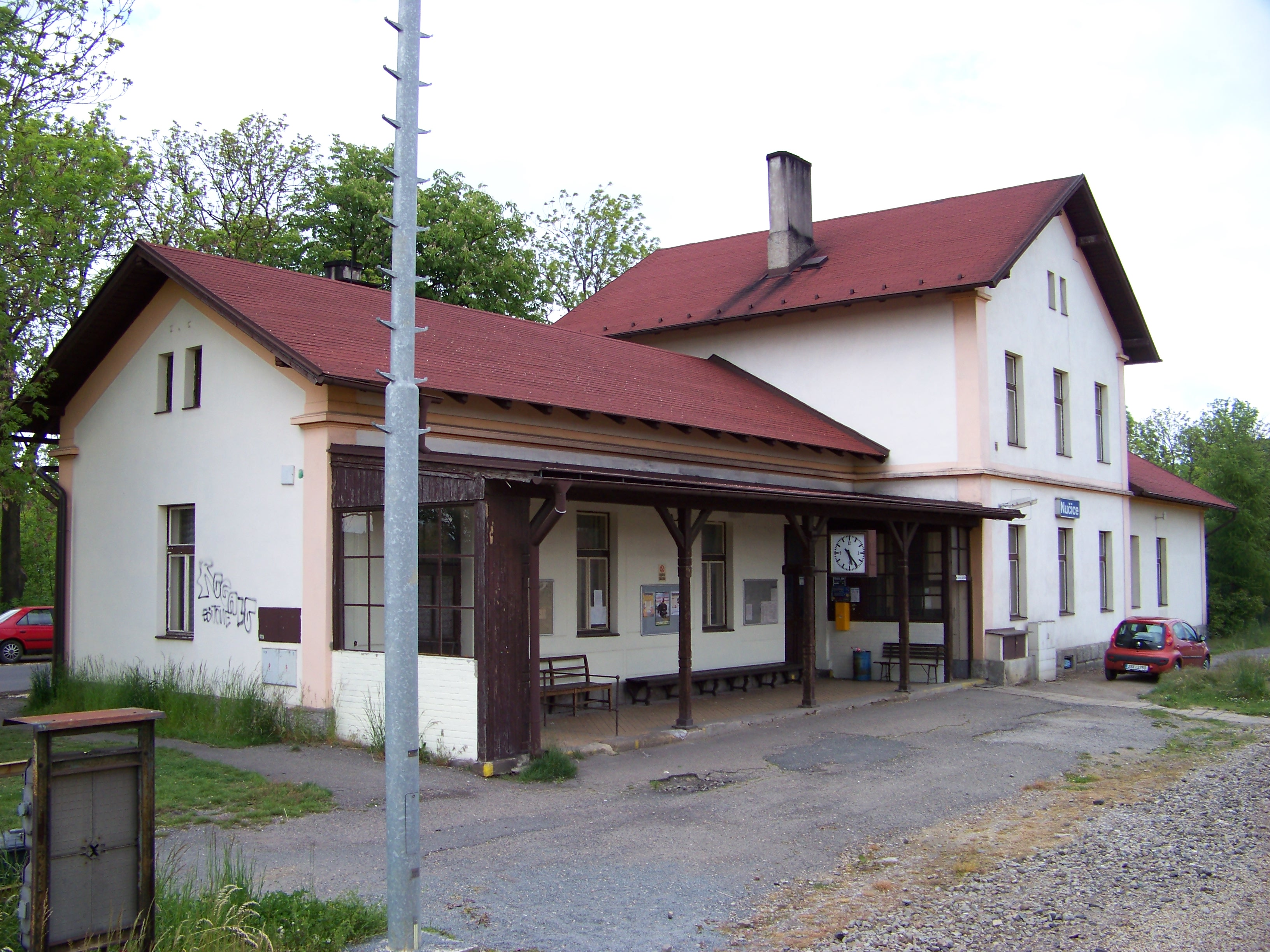
stanice Nučice
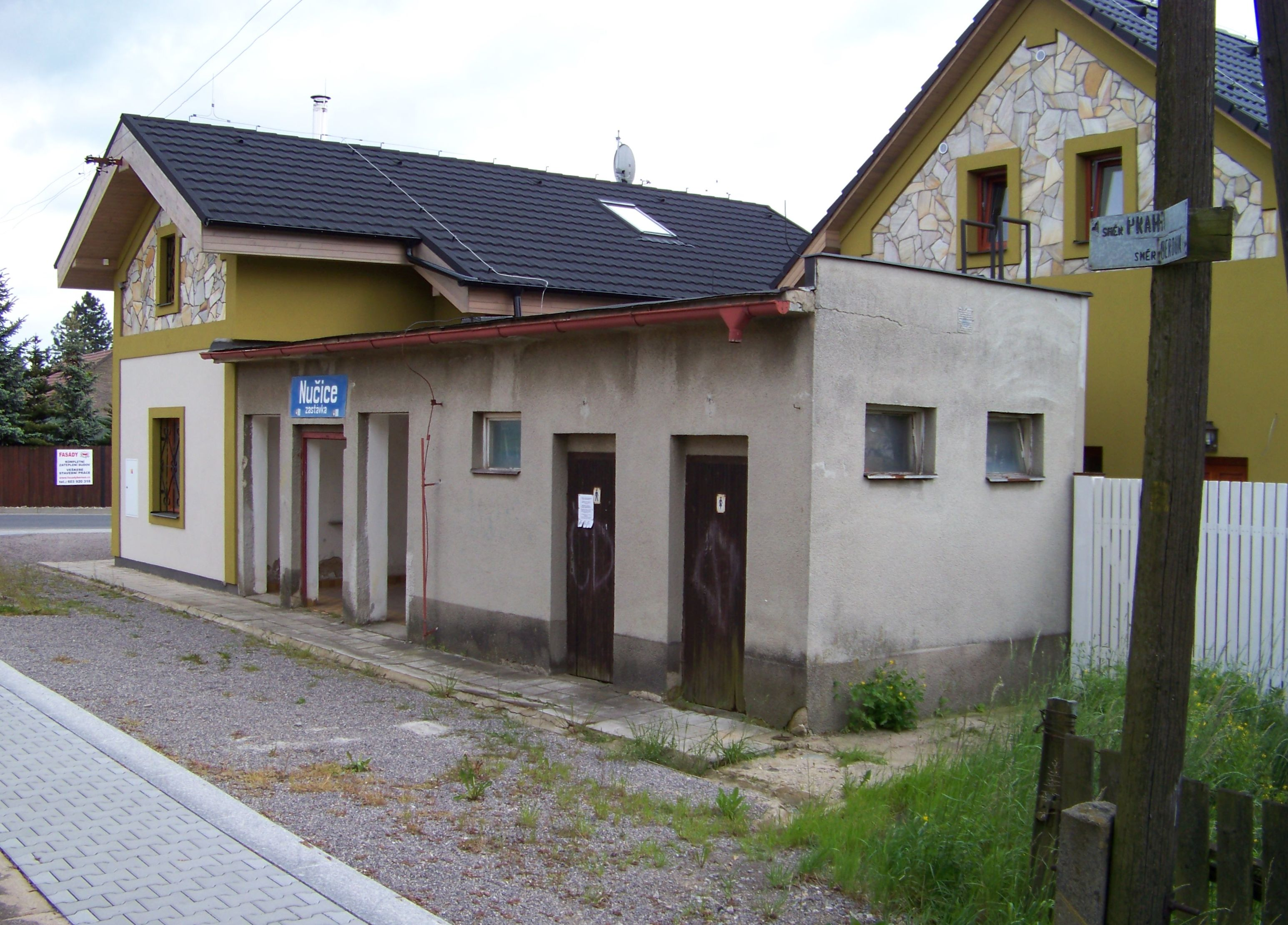
zastávka Nučice zastávka
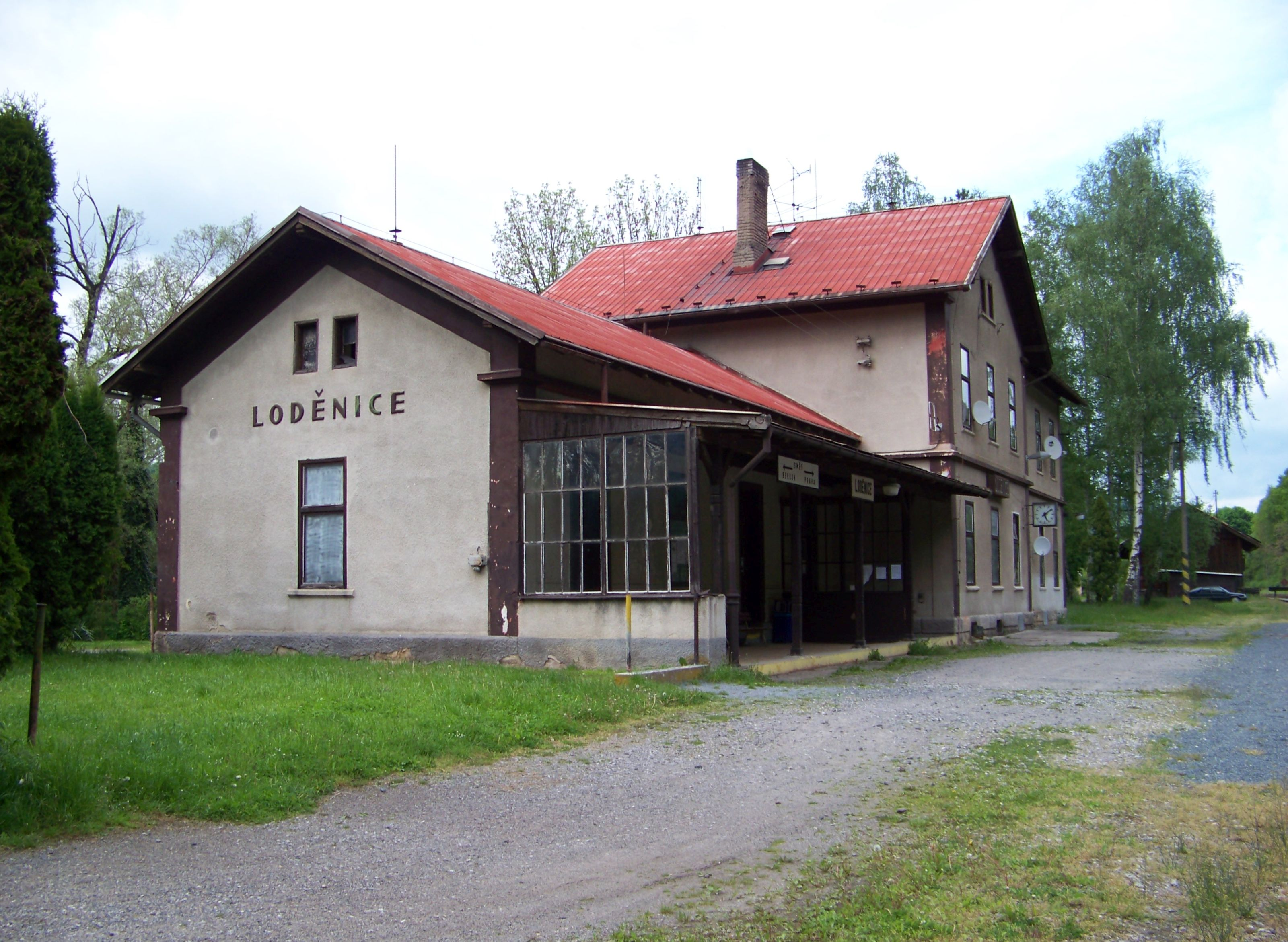
stanice Loděnice
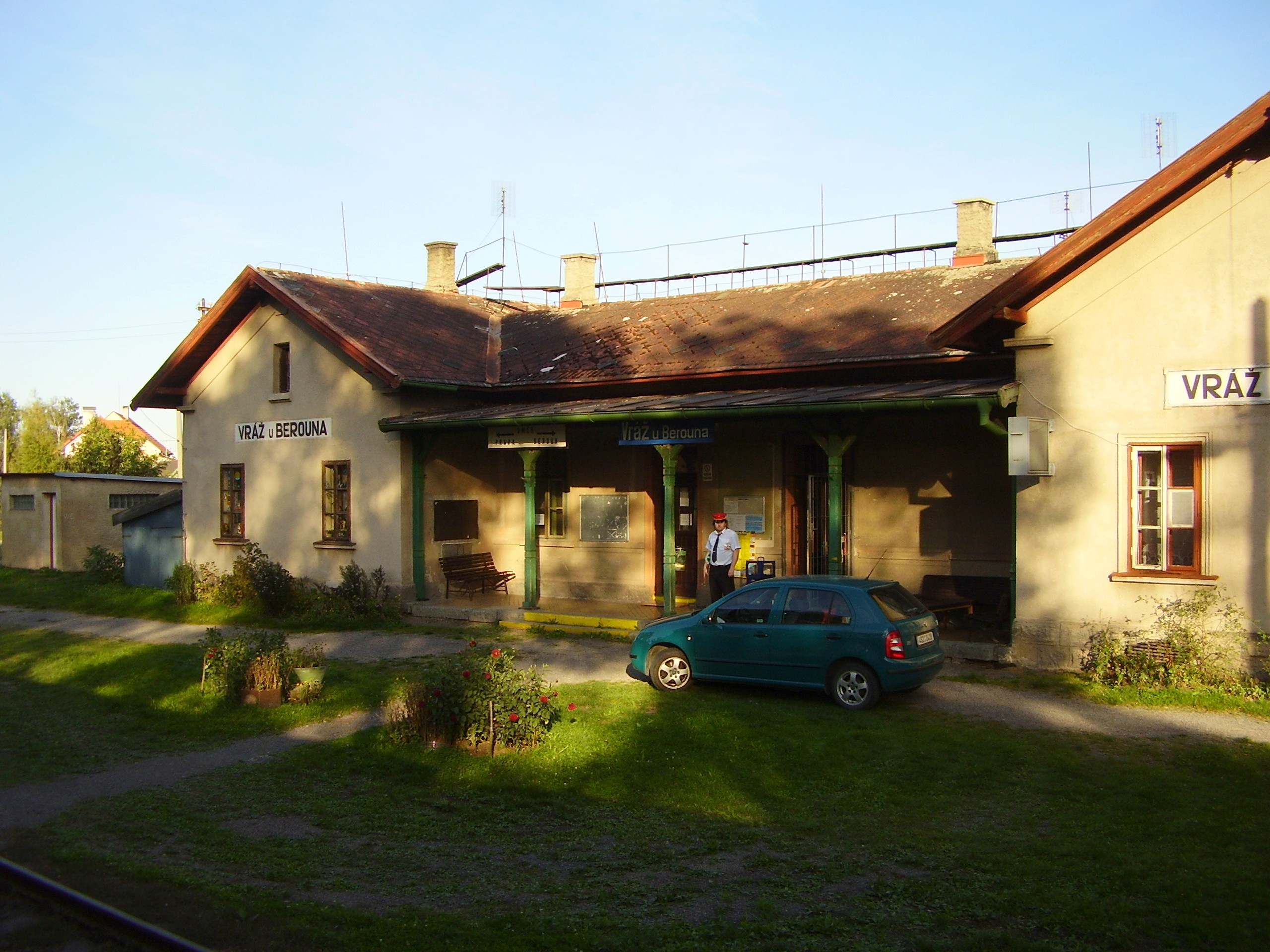
stanice Vráž u Berouna
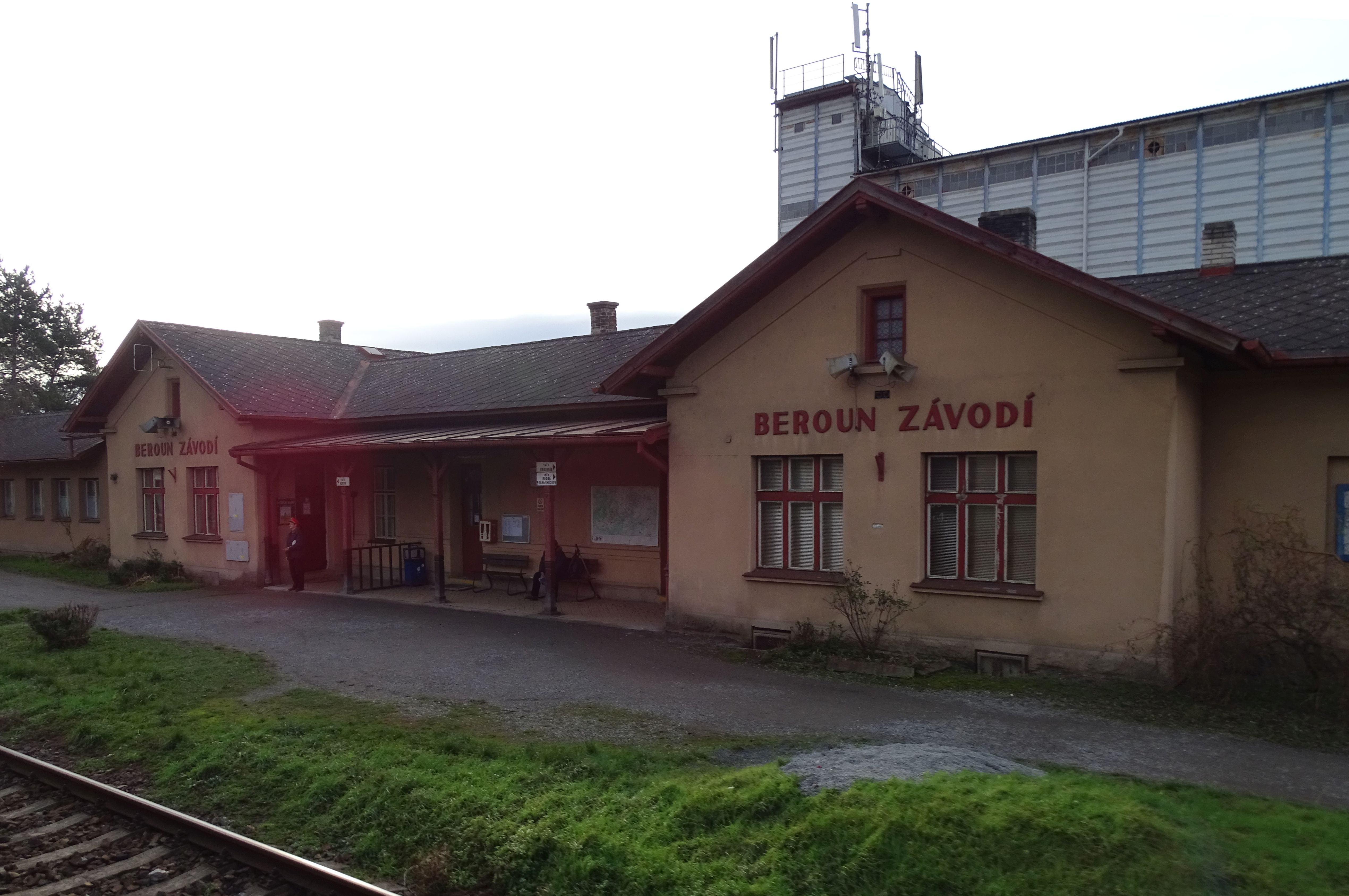
stanice Beroun-Závodí
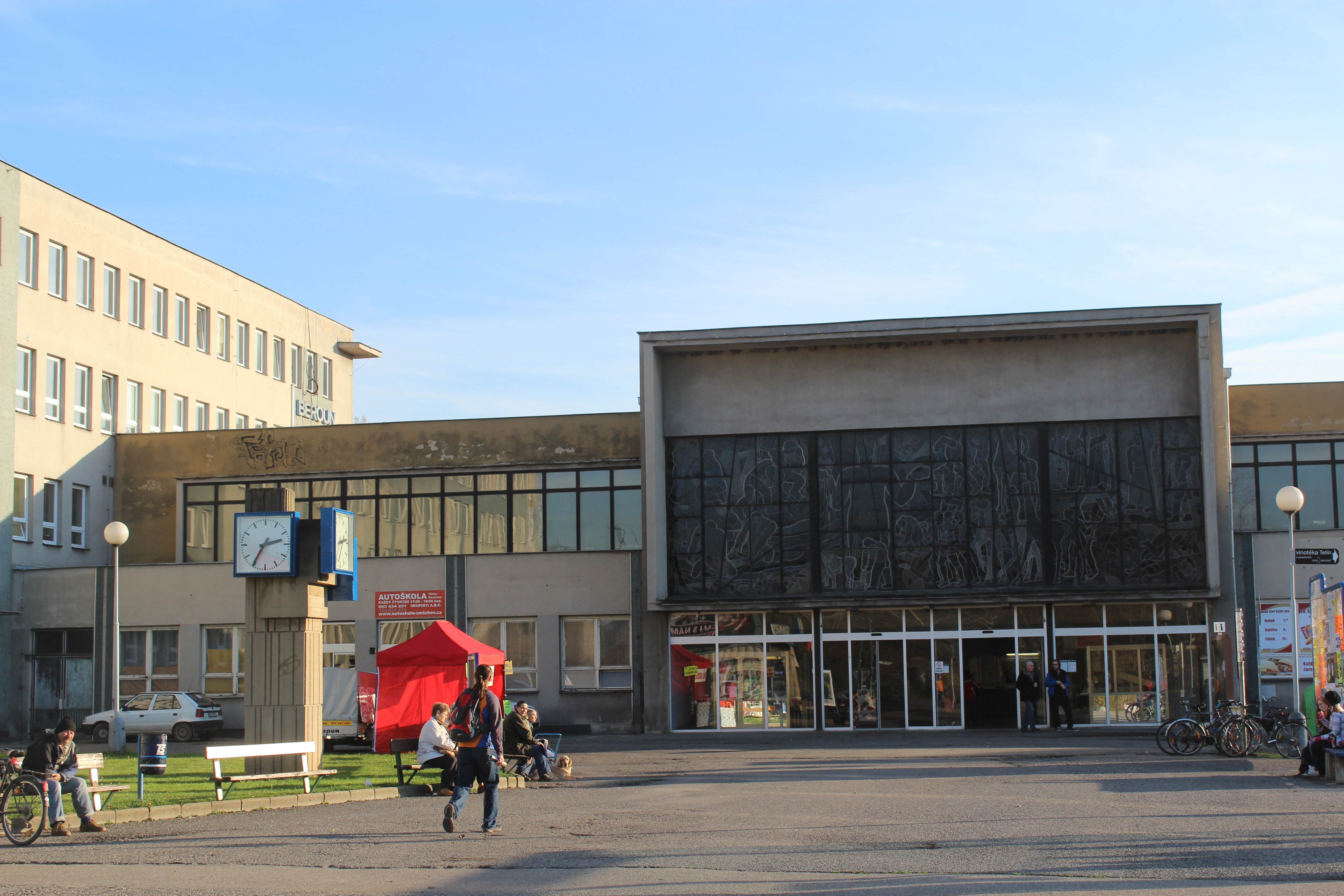
stanice Beroun